# باول ك. ديفيس
باول ك. ديفيس (بالإنجليزية: Paul K. Davis)‏ هو مؤرخ أمريكي، ولد في 1952.